# 逆井駅

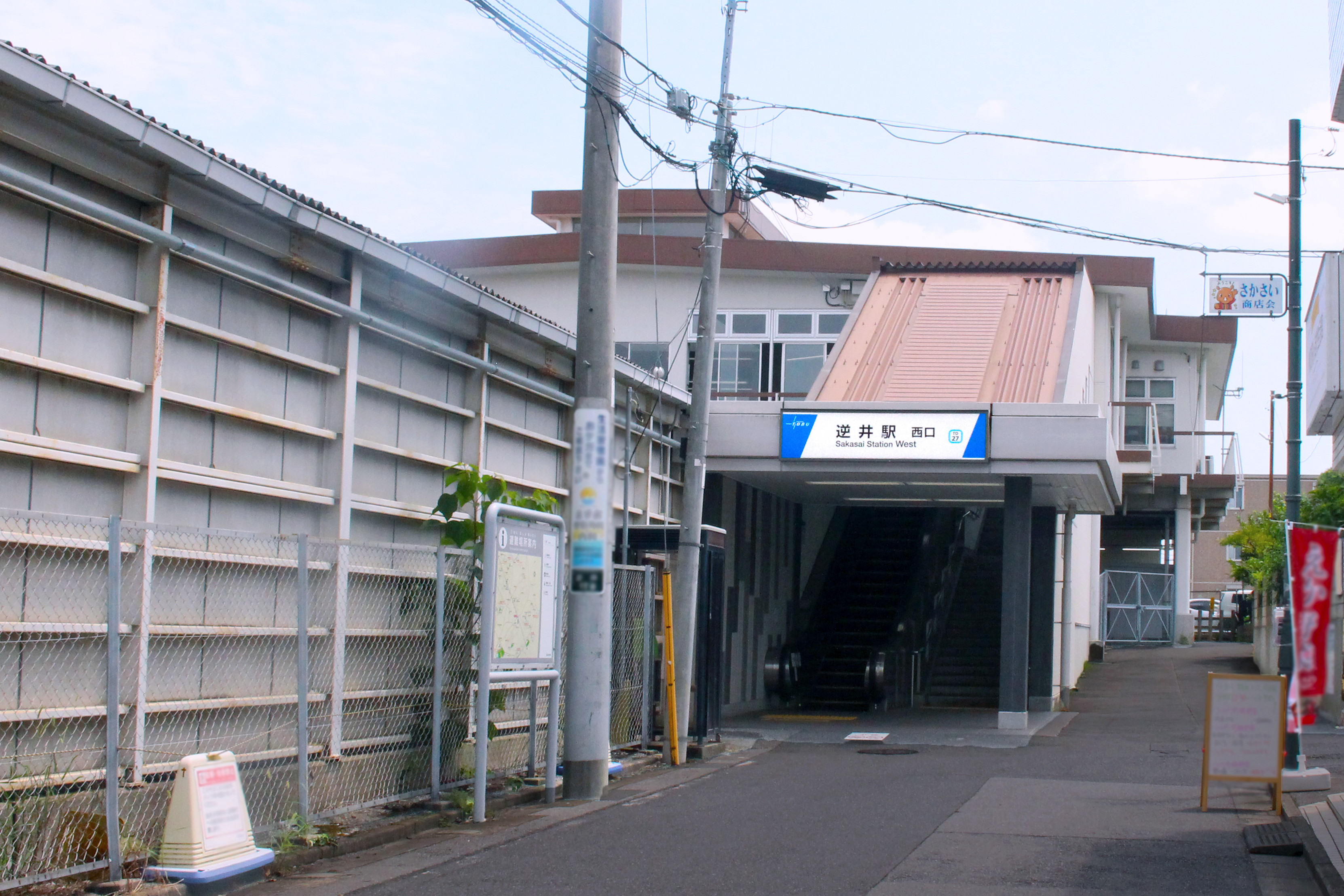
西口（2024年8月）

逆井駅（さかさいえき）は、千葉県柏市逆井にある、東武鉄道野田線（東武アーバンパークライン）の駅である。駅番号はTD 27。

## 歴史
- 1933年（昭和8年）7月29日：総武鉄道の逆井停留所として開設[1]。
- 1944年（昭和19年）3月1日：陸上交通事業調整法に基づき、東武鉄道が総武鉄道を吸収合併、同社船橋線の停留所となる[2]。
- 1948年（昭和23年）4月16日：船橋線が野田線へ編入、同線の停留所となる。
- 1949年（昭和24年）：風早村と土村の陳情により、駅へ昇格。
- 1985年（昭和60年）：複線化に伴い、橋上駅舎化。
- 2007年（平成19年）：エレベーター・多機能トイレ新設。
- 2010年（平成22年）1月18日：駅東口発、かしわコミュニティバス運行開始。
- 2013年（平成25年）3月31日：かしわコミュニティバス廃止。
- 2019年（令和元年）11月17日：当駅 - 高柳駅間、2.2キロメートル（km）複線化。

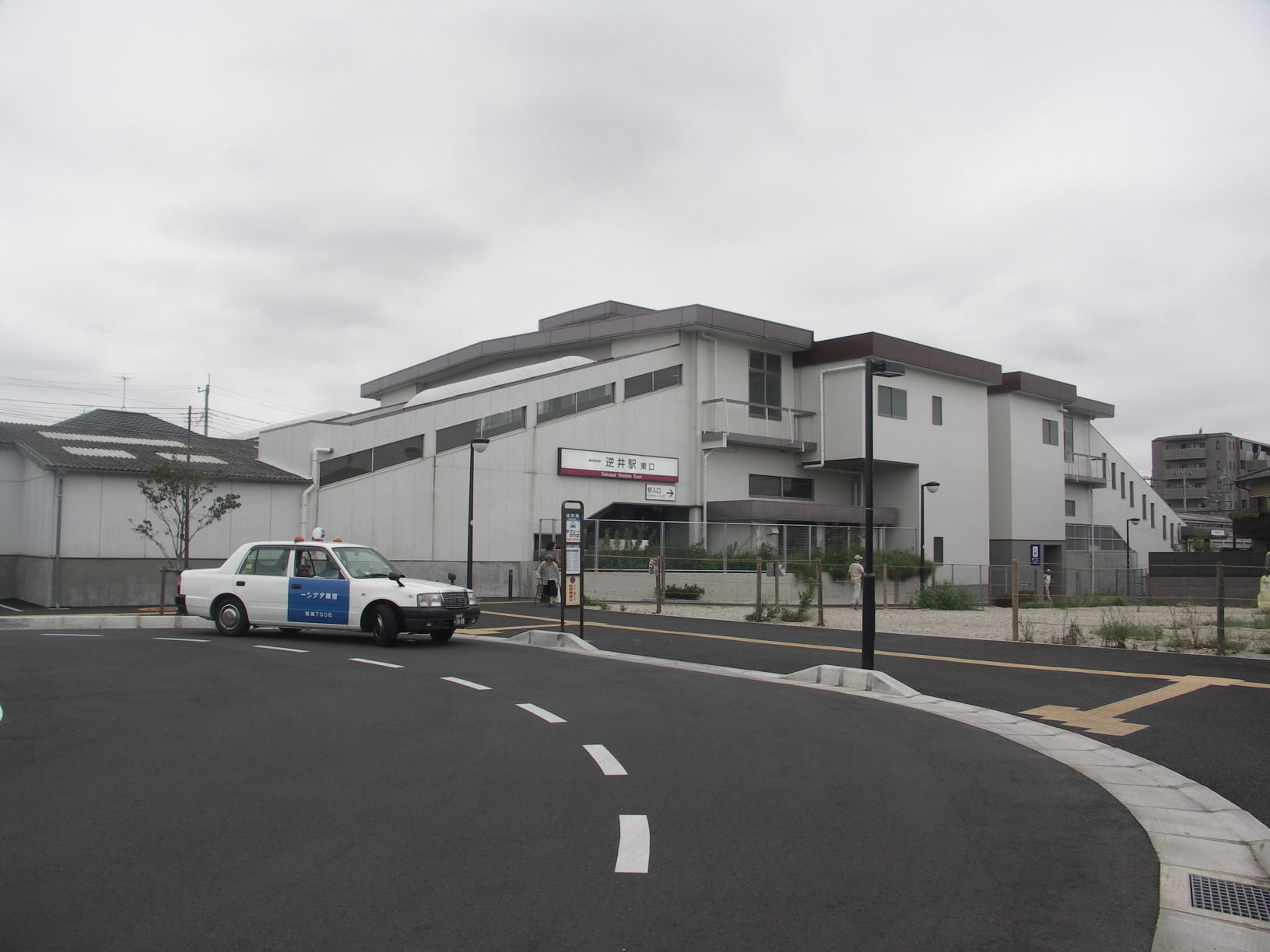
駅名看板変更前の東口（2007年9月）
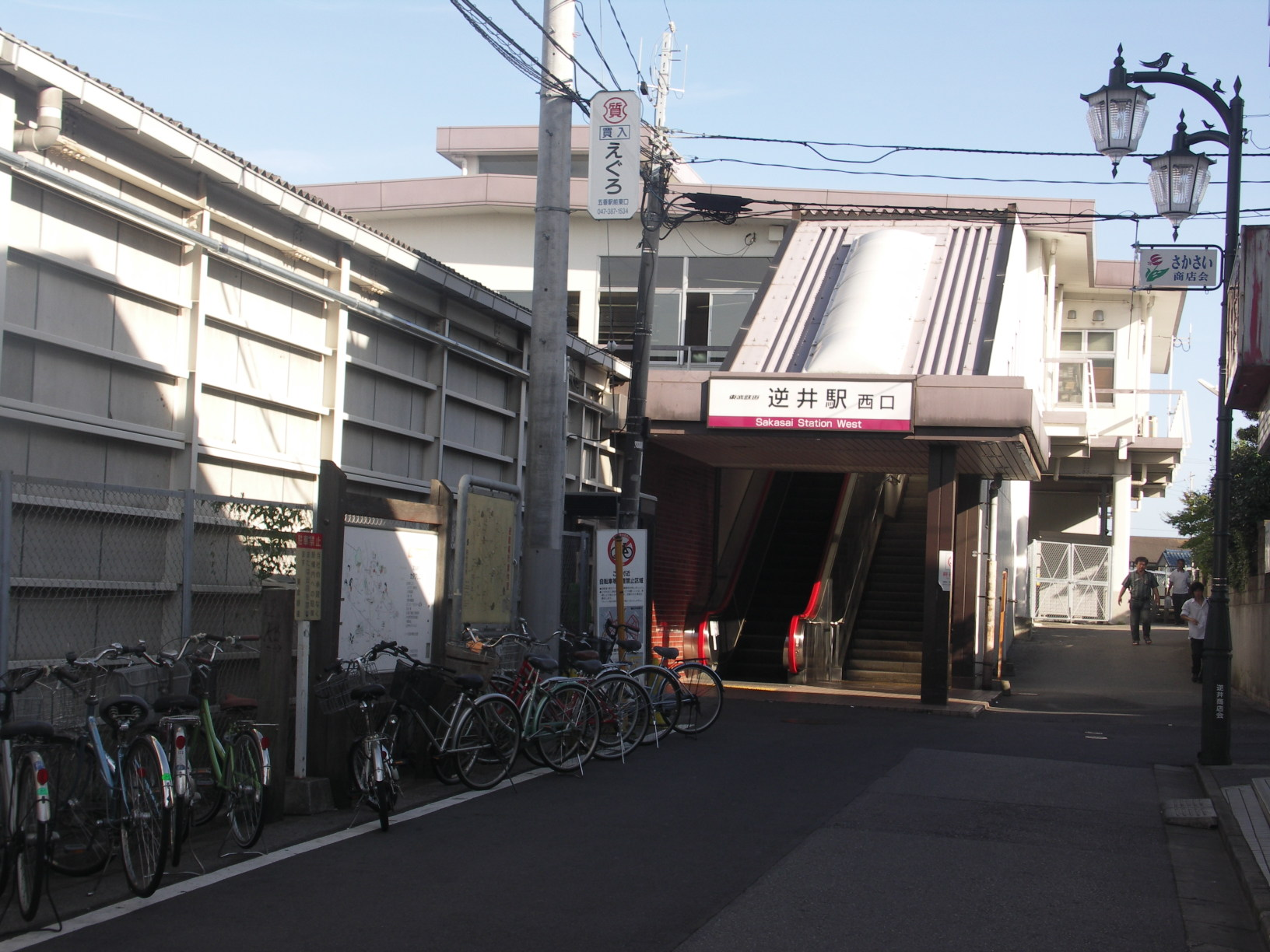
駅名看板変更前の西口（2007年9月）

## 駅構造
かつては単式ホーム1面1線のみ有する地上駅であったが、1985年（昭和60年）に複線化された際に相対式ホーム2面2線となり、橋上駅舎が新設された。当駅 - 六実駅間は船橋駅 - 柏駅間で最後まで残された単線区間であったが、2019年（令和元年）に複線化が完了した。
2006年度（平成18年度）に駅改良工事を実施、2007年（平成19年）3月30日よりエレベーターおよび多機能トイレが使用開始され、同年4月1日より東口駅前広場が利用可能となった。
2010年（平成22年）度に駅構内案内板はピクトグラムを用いたデザインへ一新された。ホームにあった吊下式駅名標と路線図は撤去され、駅名標・路線図・所要時間と一体型となった自立式案内板が設置された。発車標は設置されていない。

### のりば
| 番線 | 路線                     | 方向 | 行先     |
| ---- | ------------------------ | ---- | -------- |
| 1    | 東武アーバンパークライン | 下り | 船橋方面 |
| 2    | 東武アーバンパークライン | 上り | 柏方面   |

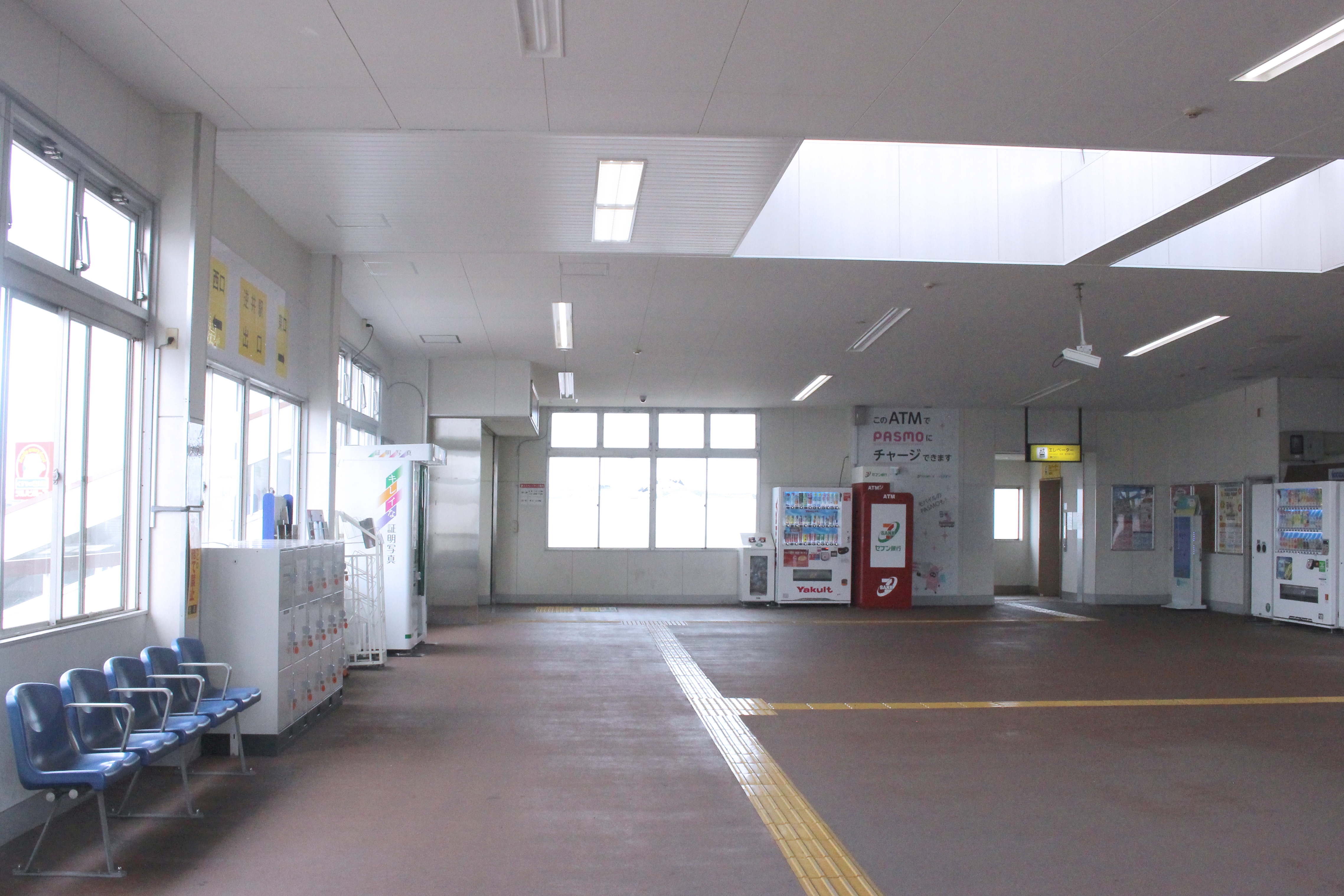
改札外コンコース（2024年8月）
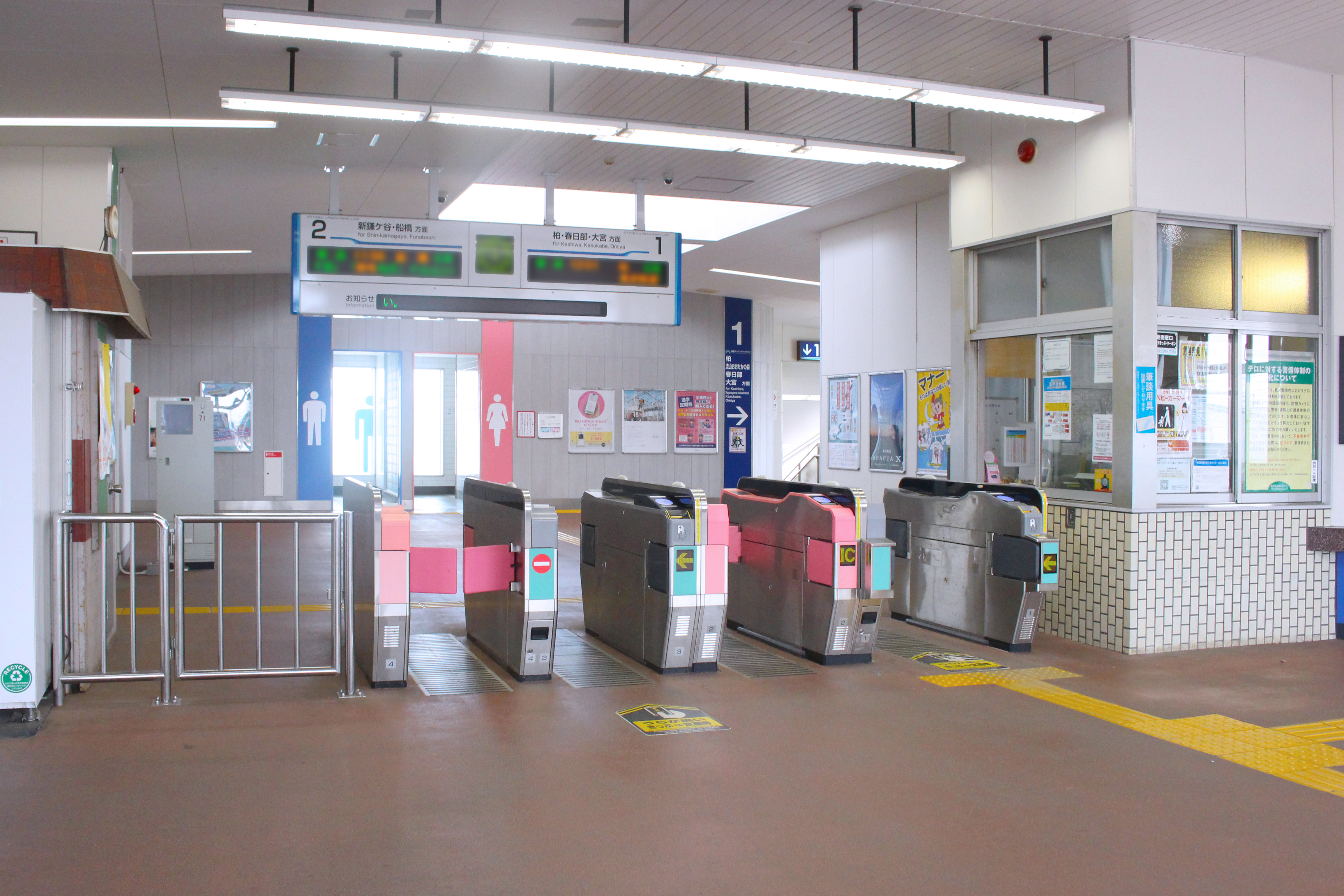
改札口（2024年8月）
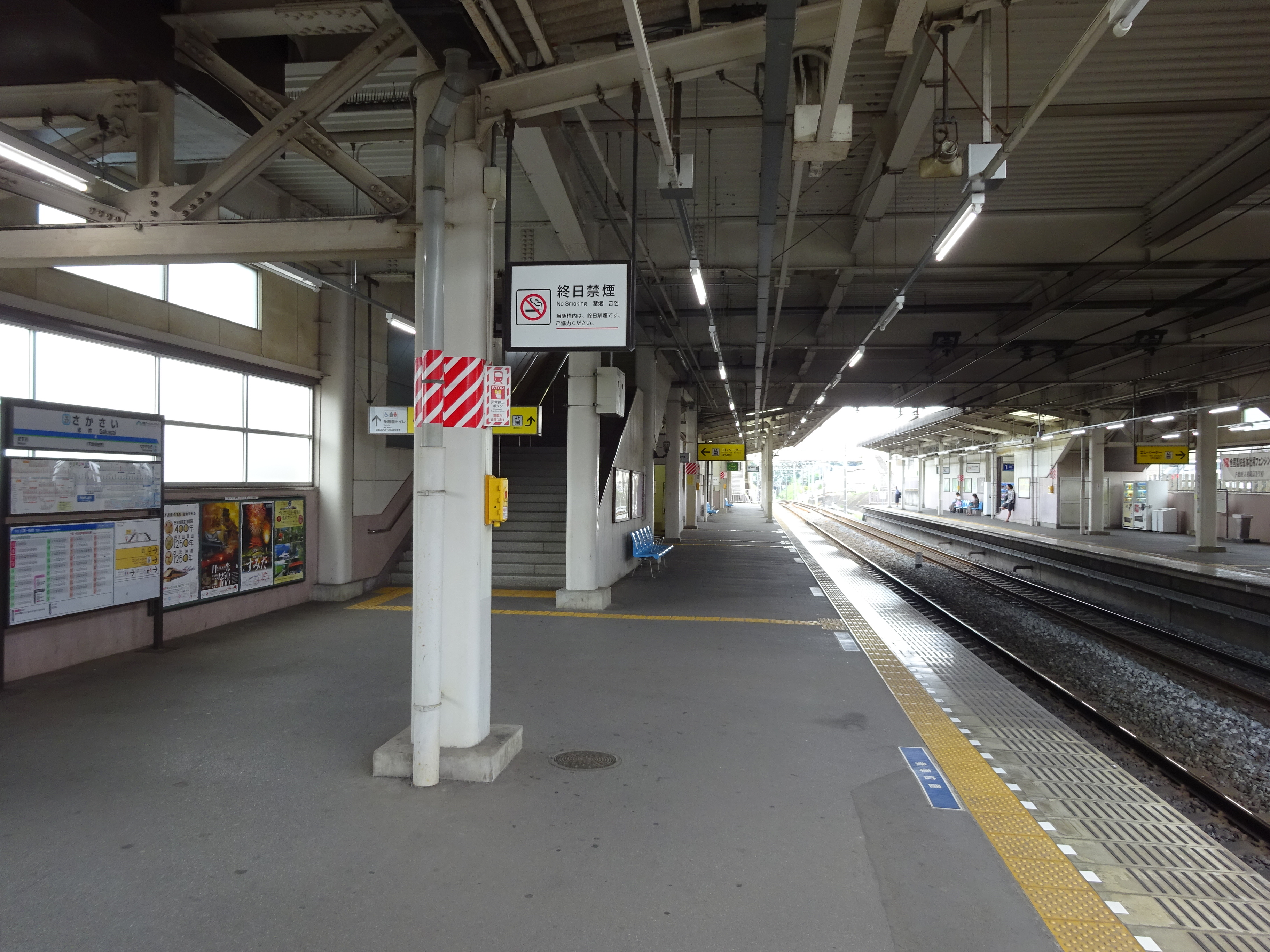
駅ホーム（2016年8月）

## 利用状況
2024年度（令和6年度）の1日平均乗降人員は13,182人である。
近年の1日乗降・乗車人員の推移は以下の通り。
| 年度               | 1日平均 乗降人員 | 1日平均 乗車人員 | 出典       |
| ------------------ | ---------------- | ---------------- | ---------- |
| 1993年（平成05年） | 15,821           | 7,931            |            |
| 1994年（平成06年） | 16,055           | 8,064            |            |
| 1995年（平成07年） | 16,119           | 8,090            |            |
| 1996年（平成08年） | 15,768           | 7,933            |            |
| 1997年（平成09年） | 15,452           | 7,780            |            |
| 1998年（平成10年） | 15,070           | 7,571            |            |
| 1999年（平成11年） | 14,915           | 7,488            |            |
| 2000年（平成12年） | 14,734           | 7,417            |            |
| 2001年（平成13年） | 14,478           | 7,254            |            |
| 2002年（平成14年） | 14,041           | 7,033            |            |
| 2003年（平成15年） | 13,755           | 6,888            |            |
| 2004年（平成16年） | 13,580           | 6,801            |            |
| 2005年（平成17年） | 13,693           | 6,797            |            |
| 2006年（平成18年） | 13,958           | 6,905            |            |
| 2007年（平成19年） | 14,110           | 7,037            |            |
| 2008年（平成20年） | 14,211           | 7,111            |            |
| 2009年（平成21年） | 14,096           | 7,068            |            |
| 2010年（平成22年） | 14,094           | 7,077            |            |
| 2011年（平成23年） | 13,864           | 6,939            |            |
| 2012年（平成24年） | 13,962           | 6,982            |            |
| 2013年（平成25年） | 14,222           | 7,115            |            |
| 2014年（平成26年） | 14,040           | 7,027            |            |
| 2015年（平成27年） | 14,411           | 7,219            |            |
| 2016年（平成28年） | 14,358           | 7,212            |            |
| 2017年（平成29年） | 14,406           | 7,239            |            |
| 2018年（平成30年） | 14,481           | 7,278            |            |
| 2019年（令和元年） | 14,131           | 7,096            |            |
| 2020年（令和02年） | 10,948           |                  |            |
| 2021年（令和03年） | 11,530           | 5,784            | [ 東武 3 ] |
| 2022年（令和04年） | 12,303           | 6,171            | [ 東武 4 ] |
| 2023年（令和05年） | 12,858           | 6,444            | [ 東武 5 ] |
| 2024年（令和06年） | 13,182           | 6,608            | [ 東武 1 ] |

## 駅周辺

### 東口

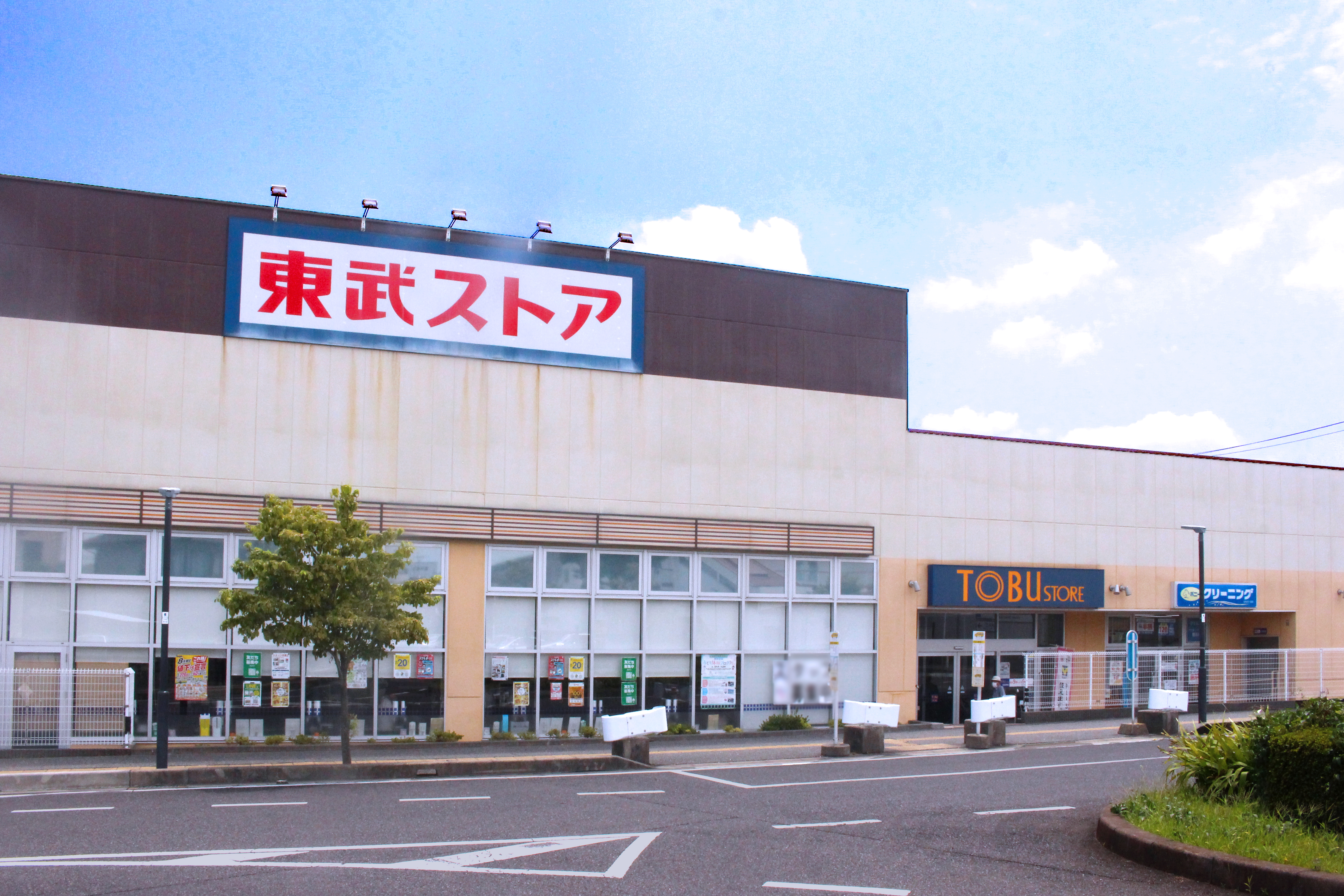
東武ストア逆井店

駅前ロータリーが整備されており、駅周辺には逆井商店街が広がる。北東側へ進むと国道16号、千葉県道8号船橋我孫子線が走り、特に国道沿いは大型商業施設（ロードサイド店舗）が林立する。
- 柏市藤心近隣センター
  - 柏市立図書館 藤心分館
- 柏市立藤心小学校
- 千葉興業銀行 逆井支店
- 東日本銀行 逆井支店
- 東武ストア 逆井店
- くすりの福太郎 逆井店
- 柏市逆井運動場
- 柏市塚崎運動場
- 沼南の森市民緑地
- カタクリ群生地（市指定文化財・天然記念物）

### 西口

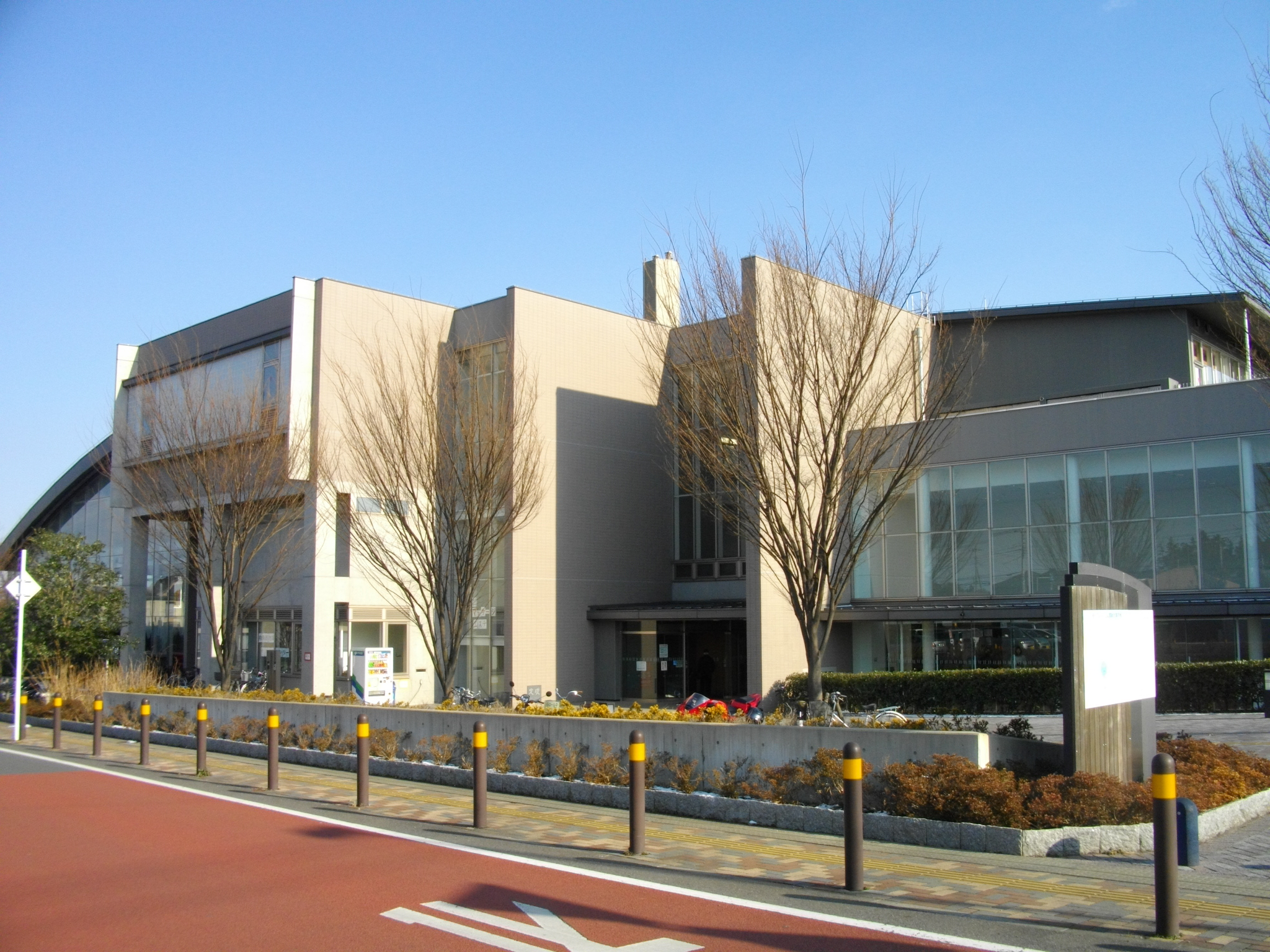
リフレッシュプラザ柏

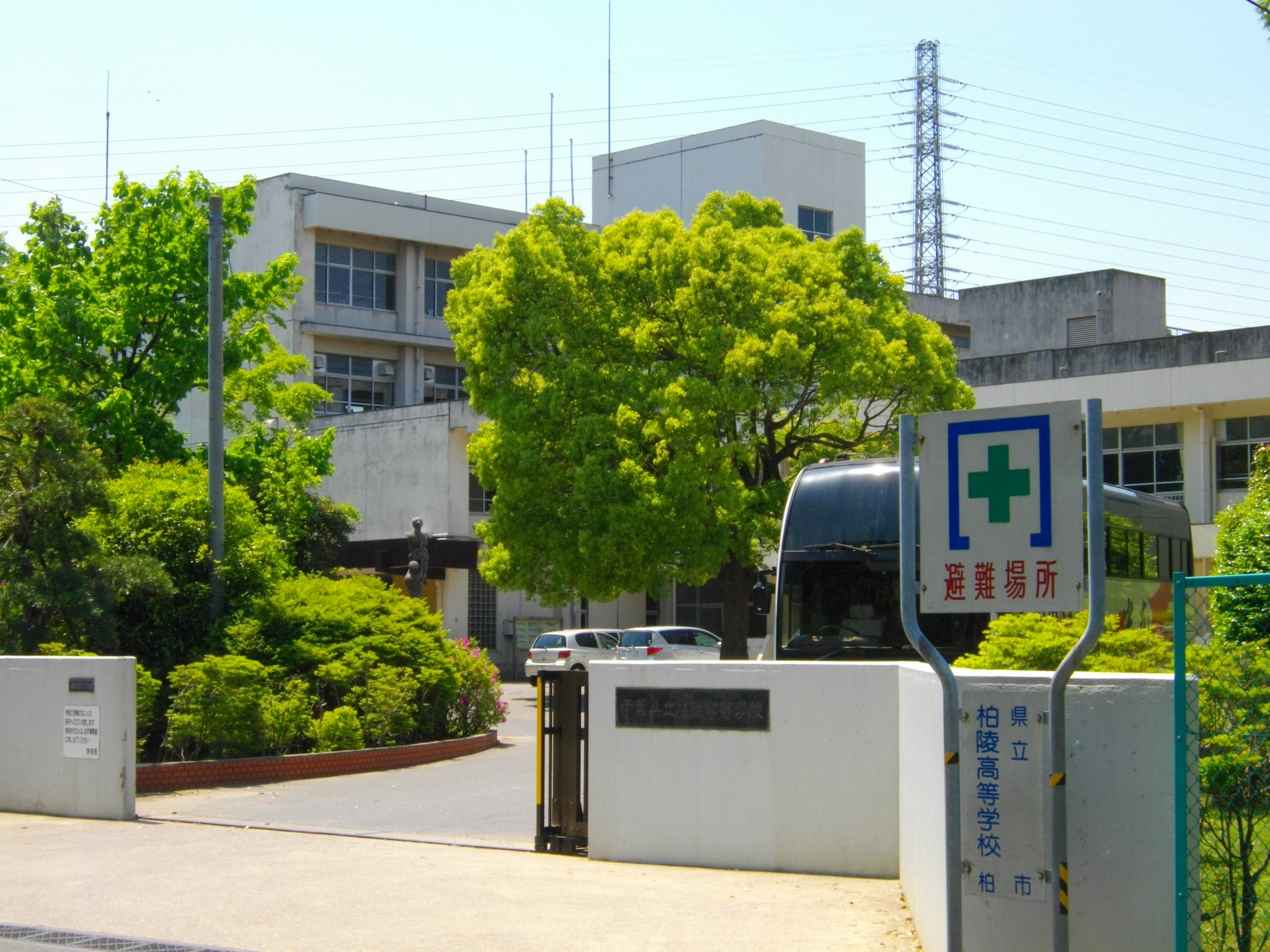
千葉県立柏陵高等学校

駅前には住宅地が広がり、南西側へ進むと千葉県道51号市川柏線、千葉県道280号白井流山線が走る。
- 柏警察署 南増尾交番
- 柏市環境部南部クリーンセンター
  - リフレッシュプラザ柏
  - 柏リフレッシュ公園
- 柏逆井郵便局
- 千葉県立柏陵高等学校
- 柏市立逆井中学校
- 柏市立増尾西小学校
- JAちば東葛 土支店
- ヤオコー 柏南増尾店
- ライフ 増尾店
- 生鮮市場TOP 増尾台店
- マツモトキヨシ 柏酒井根店
- ウエルシア薬局 柏酒井根店
- ビバホーム 柏増尾台店
- 観音寺
- 柏市宮田島運動場
- 逆井運動広場
- 南増尾健美の湯

## バス路線
東口と駅西側にかしわコミュニティバス（ワニバース、旧称・かしわジャンボタクシー）の停留所がある。かつての「かしわコミュニティバス」はバス形態で東口を拠点とし、旧沼南町域方面へと向かっていたが、平成24年度末（2013年（平成25年）3月）限りで廃止された。その代替として、乗合タクシー形式の「カシワニクル」が2013年（平成25年）1月より運行を開始しており、当駅が唯一の鉄道駅での指定発着所として指定されている。
| 乗り場               | 系統         | 行先                 | 運行事業者             |
| -------------------- | ------------ | -------------------- | ---------------------- |
| 逆井駅東口、逆井駅前 | 南増尾コース | 南部老人福祉センター | かしわコミュニティバス |
| 逆井駅東口、逆井駅前 | 逆井コース   | 南部老人福祉センター | かしわコミュニティバス |
| 逆井駅東口           | 沼南コース   | 沼南庁舎バス乗継場   | かしわコミュニティバス |

## 隣の駅
東武鉄道
 東武アーバンパークライン
■急行
通過
■普通
増尾駅 (TD 26) - 逆井駅 (TD 27) - 高柳駅 (TD 28)

### 利用状況
東武鉄道の1日平均乗降人員
1. 1 2 3  『駅別乗降人員 2024年度』（PDF）（レポート）東武鉄道、10頁。オリジナルの2025年5月19日時点におけるアーカイブ。2025年5月29日閲覧。
2. ↑  駅情報（乗降人員） - 東武鉄道
3. ↑  『駅別乗降人員 2021年度』（PDF）（レポート）東武鉄道、2024年、10頁。オリジナルの2024年5月18日時点におけるアーカイブ。
4. ↑  『駅別乗降人員 2022年度』（PDF）（レポート）東武鉄道、2024年、10頁。オリジナルの2024年5月18日時点におけるアーカイブ。
5. ↑  『駅別乗降人員 2023年度』（PDF）（レポート）東武鉄道、2024年、10頁。オリジナルの2024年5月18日時点におけるアーカイブ。